# Tepuibasis demarmelsi
Tepuibasis demarmelsi – gatunek ważki z rodziny łątkowatych (Coenagrionidae). Występuje w Brazylii w stanach Pará i Mato Grosso.

## Systematyka
Gatunek ten opisali w 2011 roku A.B.M. Machado i F.A.A. Lencioni na łamach czasopisma „Odonatologica”, nadając mu nazwę Austrotepuibasis demarmelsi i czyniąc go gatunkiem typowym nowego rodzaju Austrotepuibasis. Jako miejsce typowe autorzy wskazali Brazylię, stan Pará, wilgotny las w pobliżu osady Fordlandia (współrzędne 3°51′19,80″S 55°28′59,99″W/-3,855500 -55,483331, wysokość 150–200 m n.p.m.). Okazy typowe (holotyp, alotyp i 10 paratypów) odłowiono w lutym 1957 roku. W tym samym artykule autorzy opisali też dwa inne gatunki z tego rodzaju – Austrotepuibasis alvarengai (miejsce typowe: Sinop w stanie Mato Grosso) i Austrotepuibasis manolisi (miejsce typowe: Alta Floresta – Cristalino Jungle Lodge – Rio Cristalino, w stanie Mato Grosso).
W 2024 roku Rosser Garrison i Natalia von Ellenrieder zsynonimizowali Austrotepuibasis z rodzajem Tepuibasis, a ponadto uznali A. alvarengai i A. manolisi za młodsze synonimy Tepuibasis demarmelsi.

## Status
W Czerwonej księdze gatunków zagrożonych IUCN takson ten nadal jest zaliczany do rodzaju Austrotepuibasis i dzielony na trzy osobne gatunki; każdy z nich ma status gatunku niedostatecznie rozpoznanego (DD, ang. Data Deficient) ze względu na to, że znane są jedynie z lokalizacji typowych.